# Ярамор (Волзький район)
Ярамо́р (рос. Ярамор, марій. Ярамарий) — присілок у складі Волзького району Марій Ел, Росія. Входить до складу Пет'яльського сільського поселення.

## Населення
Населення — 584 особи (2010; 515 у 2002).
Національний склад (станом на 2002 рік):
- марі — 98 %